# زکری دروکر
زکری دروکر (به انگلیسی: Zackary Drucker) (زاده ۱۹۸۳) بازیگر، تهیه کننده آمریکایی است.
او یک زن ترنس است.